# 柴木幕流
柴木 幕流（しばき まくる）は、日本の男性声優。主にアダルトゲームなどに声をあてている。

## 出演作品

### OVA
- Tony’s ヒロインシリーズ 彼女は花嫁候補生? シンデレラ・コレクション ACT-1 ゼロは見ていた（東朝生原シンジ）[1]

### ゲーム
- 赤ずきんと迷いの森（山猫さん）[2]
- 恋と選挙とチョコレート（佐賀 玲二）[3]
- 斬死刃留（緋玄 四叡）[4]
- つばさの丘の姫王 A red and blue moon -finite loop-（エドリック・ブラン・クロンマクノイズ）[5]